# Mallentin
Mallentin este o comună din landul Mecklenburg-Pomerania Inferioară, Germania.